# Jackson megye (Texas)
Jackson megye az Amerikai Egyesült Államokban, azon belül Texas államban található. Megyeszékhelye és legnagyobb városa Edna. Lakosainak száma 14 988 fő (2020. április 1.). Jackson megye Wharton, Colorado, Matagorda, Calhoun, Victoria és Lavaca megyékkel határos.

## Népesség
A megye népességének változása:
| Lakosok száma | 14 069 | 14 005 | 14 252 | 14 591 | 14 816 | 14 988 |
|               | 2010   | 2011   | 2012   | 2013   | 2015   | 2020   |